# Jurij Vladimirovič Gilšer
Jurij Vladimirovič Gilšer (in russo: Юрий Владимирович Гилшер; Mosca, 27 novembre 1894 – Ternopil', 20 luglio 1917) è stato un ufficiale russo, asso dell'aviazione dell'aeronautica imperiale russa (Imperatorskij voenno-vozdušnyj flot) con cinque abbattimenti confermati durante la prima guerra mondiale.

## Biografia
Membro di una nobile famiglia, Jurij, in controtendenza alle tradizioni della sua classe sociale, si iscrisse all'università e studiò ingegneria civile invece di entrare nell'esercito. Si laureò nei primi mesi del 1914, ma allo scoppio della prima guerra mondiale nell'agosto del 1914 si offrì volontario per il servizio militare nell'esercito imperiale russo.

### Carriera militare
Inizialmente addestrato come cavaliere e conseguito il grando di alfiere (Praporshchik) alla scuola militare di cavalleria di San Pietroburgo il 14 giugno 1915, Gilšer decise poi di trasferirsi nell'aviazione. Il 16 giugno 1915 ricevette una formazione aeronautica presso la scuola di volo a Gatchina, si laureò il 21 ottobre 1915 e venne trasferito al 4º Distaccamento aeronautico dell'esercito; nove giorni dopo fu designato come pilota militare, ma il 20 novembre subì un incidente quando un'elica fratturò entrambe le ossa nel suo avambraccio destro.
Dopo il recupero, venne sottoposto ad una formazione avanzata di volo su caccia a Odessa nel febbraio 1916, dopodiché tornò in servizio attivo nel 7º Distaccamento aeronautico da caccia e ottenne una promozione al grado di cornetta il 16 aprile 1916.
Il 10 maggio 1916, decollato per una ricognizione con un velivolo Sikorsky S-16, attaccò un ricognitore austro-ungarico Aviatik B.III nelle vicinanze di Burkanov e il suo osservatore lo abbatté, ma sulla via del ritorno alla base l'aereo su cui si trovava andò in testacoda a 1.200 metri perché l'ascensore di sinistra si era inceppato; sia Gilšer che il suo osservatore sopravvissero all'incidente con lesioni gravi: il primo in particolare ebbe il piede sinistro amputato. Per questa azione Gilšer ottenne l'onorificenza dell'Ordine di San Vladimiro di quarta classe.
Gilšer si riprese anche da questo incidente e il 22 novembre 1916 tornò a volare grazie a una protesi al piede, partecipando poi sia a missioni di ricognizione fotografica sia a combattimenti aerei. Ai comandi di un caccia Nieuport 21 ottenne altre cinque vittorie divenendo un asso dell'aviazione: il 13 aprile 1917 abbatté due ricognitori Hansa-Brandenburg C.I, il 15 maggio un biplano da ricognizione Albatros C.II, il 17 e il 20 luglio altri due velivoli non identificati; quello stesso 20 luglio 1917, tuttavia, il Nieuport di Gilšer fu colpito dal fuoco nemico e si schiantò al suolo nei pressi di Ternopil': il corpo del pilota fu recuperato e seppellito poi nei pressi di Buchach.